# 武蔵村山郵便局
武蔵村山郵便局（むさしむらやまゆうびんきょく）は東京都武蔵村山市にある郵便局。民営化前の分類では集配普通郵便局であった。

## 概要
住所：〒208-8799 東京都武蔵村山市学園3-24-1
武蔵村山市および隣接の東大和市の集配を担当する集配普通郵便局として1991年（平成3年）に新設された、比較的新しい郵便局である。
なお、同市内には、類似の局名の「村山郵便局」も存在するが、そちらは無集配郵便局である。

## 沿革
- 1991年（平成3年）10月21日 - 武蔵村山郵便局として、武蔵村山市学園三丁目に開局[1]。同時に武蔵瑞穂郵便局（現・瑞穂郵便局）から武蔵村山市内全域の集配業務を、東村山郵便局から東大和市内全域の集配業務を、それぞれ移管される。
- 1999年（平成11年） - 外国通貨の両替および旅行小切手の売買に関する業務取扱を開始。
- 2007年（平成19年）10月1日 - 民営化に伴い、併設された郵便事業武蔵村山支店に一部業務を移管。
- 2012年（平成24年）10月1日 - 日本郵便株式会社発足に伴い、郵便事業武蔵村山支店を武蔵村山郵便局に統合。

## 取扱内容
- 郵便、印紙、ゆうパック、内容証明
- 貯金、為替、振替、振込、国際送金、外貨両替・トラベラーズチェック、国債、投資信託
- 生命保険、バイク自賠責保険、自動車保険
- ゆうちょ銀行ATM
- 武蔵村山市内全域および東大和市内全域の集配業務
- ゆうゆう窓口

## 周辺
- 国立感染症研究所村山庁舎
- 国立病院機構村山医療センター
- 東大和警察署
- 東京経済大学 武蔵村山キャンパス
- 武蔵村山市第三中学校
- 武蔵村山市雷塚小学校

## アクセス
- 多摩都市モノレール線 上北台駅から西へ約1km（徒歩約13分）
- 武蔵村山市内循環バス 第三中学停留所、立川バス 団地西停留所下車
- 首都圏中央連絡自動車道（圏央道） 青梅ICから南東へ約10km、中央自動車道 国立府中ICから北へ約12km
- 東京都道5号新宿青梅線（新青梅街道）沿い
- 駐車場あり：24台